# پارچه‌کلاهان
پارچه‌کلاهان (نام علمی: Mycenaceae) نام یک خانواده از راسته قارچ‌های تیغک‌دار است.